# Pentastiridius felimontis
Pentastiridius felimontis är en insektsart som beskrevs av Van Stalle 1986. Pentastiridius felimontis ingår i släktet Pentastiridius och familjen kilstritar. Inga underarter finns listade i Catalogue of Life.